# Teshima Toan

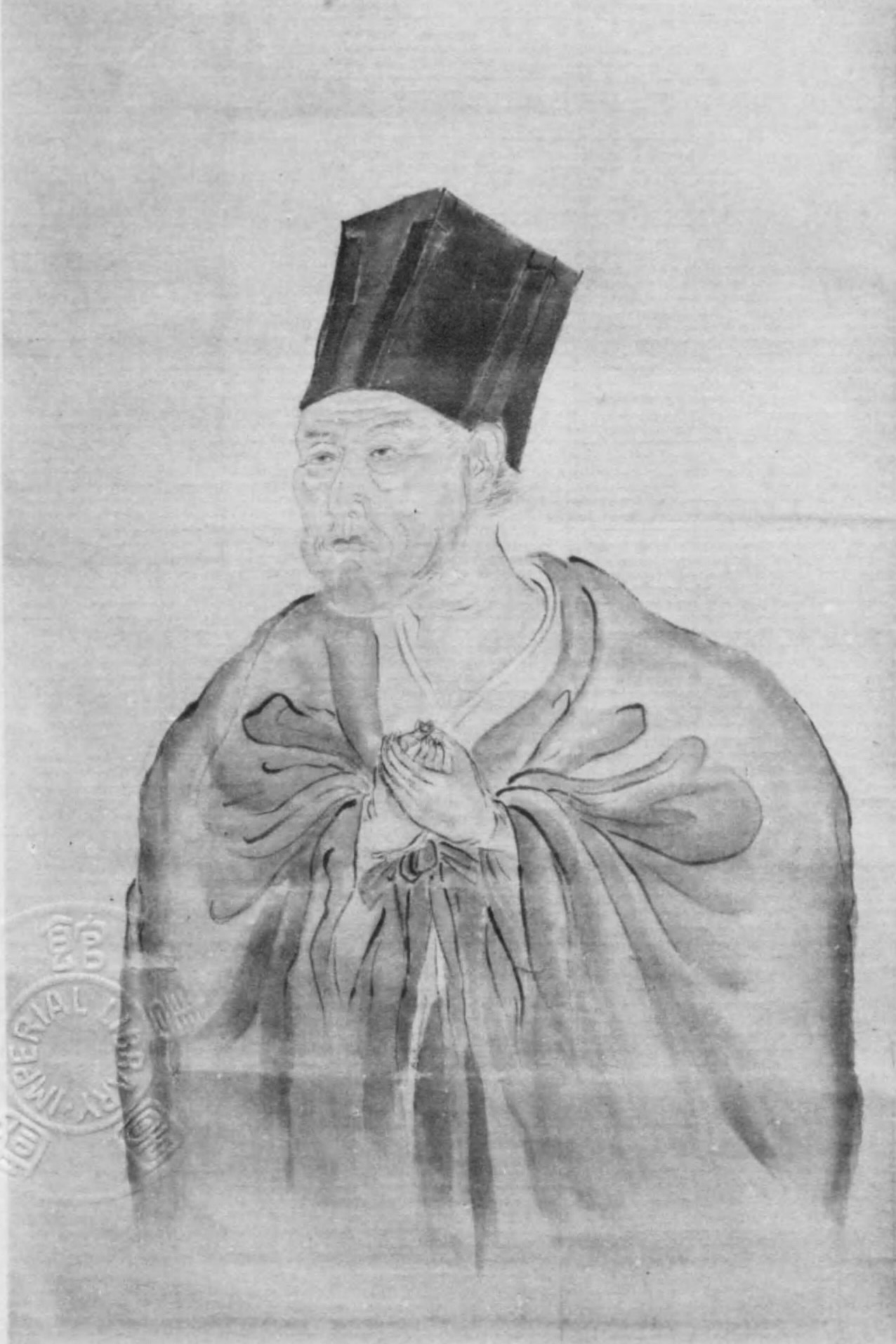
Selbstbildnis, 1779

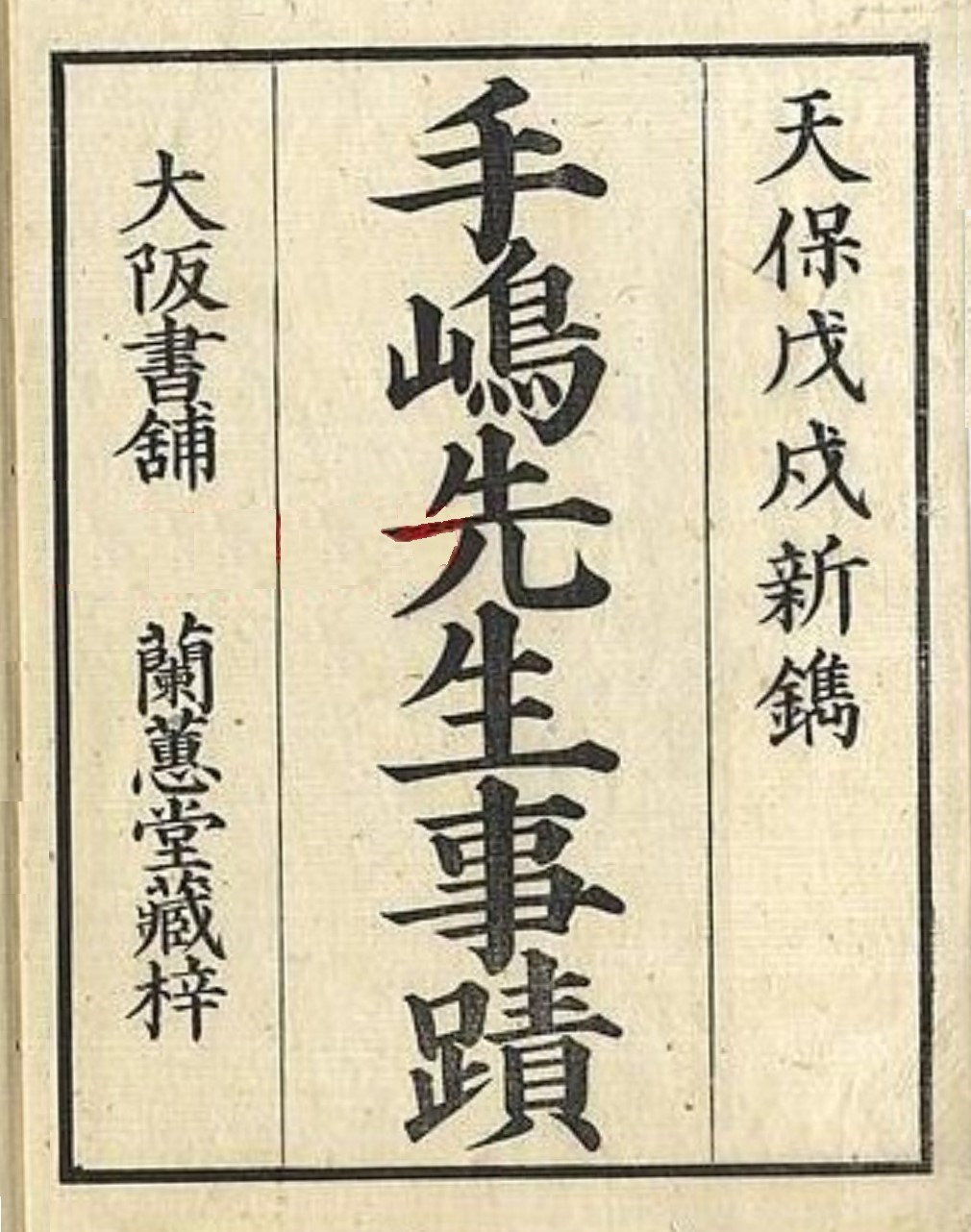
Buch Teshima gewidmet, vor 1845

Teshima Toan (japanisch 手島 堵庵; geboren 12. Juni 1718 in Kyōto (Provinz Yamashiro); gestorben 8. März 1786) war ein japanischer Gelehrter der japanischen Moralphilosophie in der mittleren Edo-Zeit.

## Leben und Wirken
Teshima Toan wurde in Kyōto in eine Kaufmannsfamilie hineingeboren. Während er im Familienunternehmen arbeitete, studierte er ab 18 Jahren die philosophische Richtung Shingaku bei Ishida Baigan (1685–1744), die er im Alter von 20 Jahren völlig verstand. Im Alter von 44 Jahren übergab er die Leitung der Familie an seinen ältesten Sohn und widmete sich der Verbreitung und Kontrolle von Moralphilosophie und wurde so ein Förderer.
In Anlehnung an Baigan besteht der Kern der Bildungsphilosophie Teshimas darin, das Wesen des Menschen im Geschlecht zu suchen. Der Aspekt der Gesellschaftskritik, der in der Baigan-Lehre zu finden ist, wird weniger betont. Der Fokus liegt auf Selbstkritik, die einen Zustand schafft wie kein Gedanke im Kopf. So erweiterte er die Shingaku durch spirituelles Training. Bei der Verbreitung der Lehren erließ er strenge Gesetze für die Ausbildung von Shingaku-Gelehrten und richtete an verschiedenen Orten „Shingakukōsha“ (心学講舎) ein, Ausbildungsstätten, die Hörsäle für moralisch belehrende Literatur und Schulungsräume boten.
Teshima veröffentlichte unter anderem
- „Shiin“ (施印) – „Almosen“ mit weltlichen Wörtern und Bildern,
- „Shinjitsu gokyō“ (新実語教) – „Neue praktische Sprachlehre“,
- „Danshi zenkun“ (男子前訓) – „Unterricht für Männer“
- „Joshi prekun“ (女子前訓) – „Unterricht für Frauen“,
- „Onna myōgakun“ (女冥加訓) – „Gkückslehre für Frauen“ und
- „Komori“ (子守唄) – „Wiegenlieder“ für Babysitter.

Teshima unternahm Anstrengungen zur Erbauung der Leser, indem er Lehrmaterialien und Lehrbücher verfasste, die für das Ziel der Missionsarbeit geeignet waren. Zu seinen Schülern zählten unter anderem Nakazawa Dōni (中沢 道二; 1725–1803) und Uekawa Kisui (上河 淇水; 1748–1817).